# Стража (Стража)
Стража (словен. Straža) — поселення в общині Стража, регіон Південно-Східна Словенія, Словенія.